# Tomomingi keinoi
Tomomingi keinoi är en spindelart som först beskrevs av Prószynski, Zabka 1983.  Tomomingi keinoi ingår i släktet Tomomingi och familjen hoppspindlar. Inga underarter finns listade i Catalogue of Life.